# Paca Aguilera

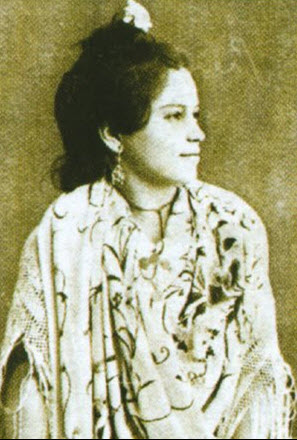

Francisca Aguilera Domínguez, conocida como Paca Aguilera (Ronda, 15 de enero de 1867 - Madrid, 18 de enero de 1913) fue una cantaora gitana ampliamente conocida en el mundo del arte flamenco. Actuó frecuentemente en los cafés cantantes de Sevilla, Cartagena, Málaga y Madrid. 
En el Teatro Romeo de Madrid, Paca Aguilera actuó acompañada a la guitarra por Salvador Ballesteros.
Según Fernando el de Triana, en Arte y artistas flamencos "ésta fue la cantaora que mejor imitó a La Trini. Paca Aguilera, excelente artista a quien tuve el gusto de conocer desde que era niña, cuando cantaba en la plaza de Villasís (Sevilla), acompañada a la guitarra por su hermana María. Fui yo el primero que presentó a Paca en un escenario en Cartagena. Luego se marchó a Málaga, donde copió los cantes de La Trini. Y precisamente gracias a ella conocemos los cantes de La Trini con verdadera exactitud”. 
De gran voz y personalidad, destacó por su forma de interpretar los cantes rondeños, llegando a triunfar en Sevilla, Málaga y Madrid divulgando el arte flamenco de la serranía. Nos dejó grabados algunos cantes, donde podemos conocer su gran personalidad flamenca y su gran arte de transmisión. Obtuvo mucho éxito y muy buenos triunfos en su tierra, de donde se vino a Madrid y tuvo tan buena acogida que ya no volvió más a su tierra.